# Ulvales
Ulvales, red zelenih alga u razredu Ulvophyceae. Sastoji se od preko 300 vrsta i 7 porodica. Im e je dobila po rodu Morska salata (Ulva).

## Porodice i broj vrsta
1. Bolbocoleonaceae C.J.O'Kelly & B.Rinkel   2
2. Cloniophoraceae A.L.Carlile, C.J.O'Kelly & A.R.Sherwood   6
3. Kornmanniaceae L.Golden & K.M.Cole   9
4. Phaeophilaceae D.F.Chappell, C.J.O'Kelly, L.W.Wilcox, & G.L.Floyd   9
5. Ulvaceae J.V.Lamouroux ex Dumortier   172
6. Ulvales incertae sedis 23
7. Ulvellaceae Schmidle   101